# شيبانيون
الشيبانيون (بالفارسية: سلسله شیبانیان) كانت سلالة فارسية من أصل المغول الأتراك في آسيا الوسطى. كانوا من أحفاد شيبان الأب (الذي هو الابن الخامس لجوجي خان وحفيد جنكيز خان). حتى منتصف القرن الرابع عشر، اعترفوا بسلطة أحفاد باتو خان وأوردا خان، مثل أوزبك خان. وقد اعتنق الشيبانيون من الحشد الرمادي، المعروف أيضا باسم الأوزبيغس (الأوزبك) الإسلام في عام 1282. في ذروته، وشملت الخانية أجزاء من إيران الحديثة وأفغانستان وأجزاء من آسيا الوسطى.
كما ماتت سلالات باتو خان وأوردا خان خارجا في سياق الحروب الأهلية العظيمة في القرن الرابع عشر، أعلن الشيبانيون عبر أبو الخير خان أنفسهم الخلفاء الشرعيين الوحيد لجوجي خان وطرح المطالبات إلى القبيلة الذهبية، والتي شملت أجزاء من سيبيريا وكازاخستان. وكان منافسيهم وهم السلالة التيمورية (التي ادعت النسب من ابن جوجي خان الثالث عشر عن طريق محظية له) استمروا عدة عقود من الصراعات التي تركت التيموريين يسيطرون على القبيلة الذهبية التي كانت تشمل جزءاً من أوروبا، وهي خانية قازان، وخانية أستراخان، وخانية القرم.

## السلالة الشيبانية

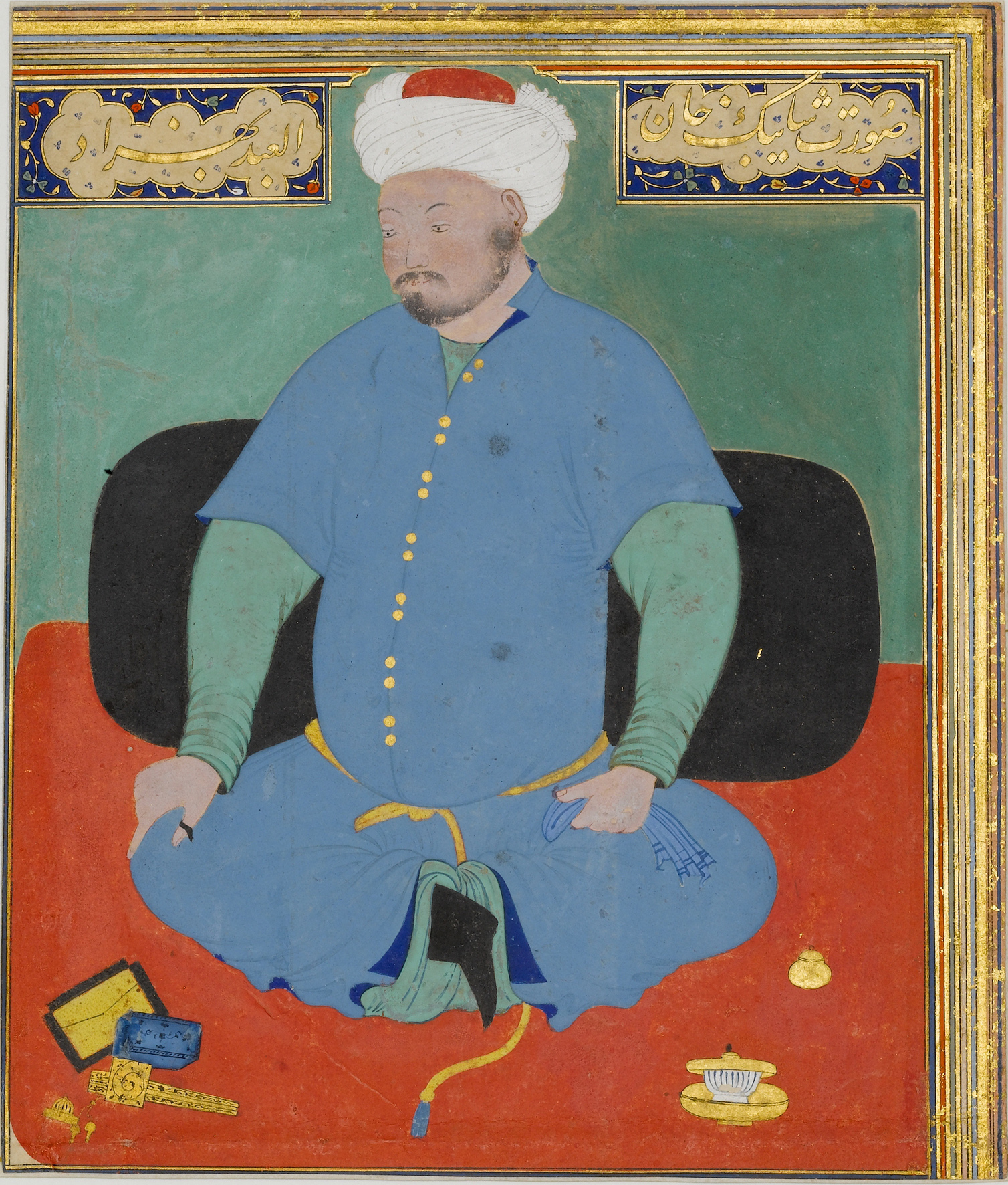
محمد شيباني خان

في عهد أبو الخير خان (الذي كان قائد الشيبانيين من العام 1428 إلى عام 1468)، بدأت الأسرة في توطيد قبائل الأوزبيغ (الأوزبكية)، مروراً بالمنطقة المحيطة بتيومين ونهر تورا ثم إلى منطقة سير داريا. أما حفيده محمد شيباني خان (الذي حكم من عام 1500 إلى عام 1510)، فقد أعطى اسمه إلى السلالة الشيبانية، وقد غزا عدة مناطق مهنا سمرقند وهرات وبلخ وبخارى وبالتالي فقد أنهى السلالة التيمورية وأنشأ الإمبراطورية الشيبانية لكنها لم تدم إلا قليلاً. بعد وفاة محمد على يد إسماعيل الصفوي، كان يتبعه على التوالي عمه، ثم ابن عمه، ثم شقيقه، والذي حكم أحفاده الشيبانيون خانية بخارى من العام 1505 حتى عام 1598 وخانية خيوة من العام 1511 حتى عام 1695.
دولة أخرى كان يحكمها الشيبانيون وهي خانية سيبير، والذين استولوا على عرش هذه الدولة سنة 1563. حيث خطف كوشوم خانها الأخير، من قبل الروس في 1598 في محاولة لفتح سيبيريا. وقد هرب إلى بخارى، لكن أبنائه وأحفاده أخذوا من قبل القيصر لموسكو، حيث استولوا في النهاية على لقب سيبيرسكي. وبصرف النظر عن هذا الفرع الشهير، فإن العديد من العائلات النبيلة الأخرى من قيرغيزستان وكازاخستان (على سبيل المثال، الأمير فاليخانوف) التمست السلطات الإمبراطورية الروسية الاعتراف بجذورها للشيبانيون، ولكن يعتقد أنه كان في الغالب عبثاً.

## خوانين السلالة الشيبانية منخانية بخارى
كانوا الخوانين أحفاد ابن شيبان الأصغر لحكم جوجي خان في غرب سيبيريا. وفي وقت لاحق انقسم الفصيل الشهير وجعل اندفاعه لبلاد ما وراء النهر واعتمدت اسم الأوزبكية (الأوزبيغ) من بعد أوزبك خان. أما الفصيل الذي لا زال في سيبيريا فقد أنشؤوا خانية سيبير واستمرت حتى القرن السادس عشر. أما حكامها فهم:
- الصف الأزرق يحدد رئيس السلف
  - يدل الخط العريض على خوانين ذوي أهمية.

| خوانين السلالة الشيبانية | خوانين السلالة الشيبانية                            | خوانين السلالة الشيبانية                          | خوانين السلالة الشيبانية | خوانين السلالة الشيبانية |
| #                        | الحاكم                                              | بالفارسية                                         | الأعوام                  | المدة                    |
| ------------------------ | --------------------------------------------------- | ------------------------------------------------- | ------------------------ | ------------------------ |
| 1                        | أبو الخير خان ابن دولة الشيخ ابن إبراهيم خان        | أبو الخیر خان ابن دولت شیخ ابن ابراہیم خان من عام | 1428 - 1468              | 40 سنة                   |
| 2                        | شاه بوداغ خان ابن أبو الخير خان                     | شاہ بداغ خان ابن أبو الخیر خان                    | 1468                     | أقل من سنة               |
| 3                        | محمد شيباني خان ابن شاه بوداغ خان ابن أبو الخير خان | محمد شایبک خان ابن شاہ بداغ خان ابن أبو الخیر خان | 1500 - 1510              | 10 سنوات                 |
| 4                        | كوجكونجو محمد بن أبو الخير خان                      | کچھکنجو محمد بن أبو الخیر خان                     | 1512 - 1531              | 19 سنة                   |
| 5                        | أبو سعيد بن كوجكونجو                                | أبو سعید بن کچھکنجو                               | 1531 - 1534              | 3 سنوات                  |
| 6                        | عبيد الله بن محمود بن شاه بوداغ خان                 | عبید اللہ بن محمود بن شاہ بداغ                    | 1534 - 1539              | 5 سنوات                  |
| 7                        | عبد الله بن كوجكونجو                                | عبد اللہ بن کچھکنجو                               | 1539 - 1540              | سنة واحدة                |
| 8                        | عبد اللطيف بن كوجكونجو                              | عبد اللطيف بن کچھکنجو                             | 1540 - 1552              | 12 سنة                   |
| 9                        | نوروز أحمد بن سونجوق بن أبو الخیر خان               | نوروز احمد بن سنجق بن أبو الخیر خان               | 1552 - 1556              | 4 سنوات                  |
| 10                       | بير محمد خان بن جاني بيغ                            | پیر محمد خان بن جانی بیگ                          | 1556 - 1561              | 5 سنوات                  |
| 11                       | إسكندر بن جاني بيغ                                  | اسکندر بن جانی بیگ                                | 1561 - 1583              | 22 سنة                   |
| 12                       | عبد الله خان بن إسكندر                              | عبد اللہ خان بن اسکندر                            | 1583 - 1598              | 15 سنة                   |
| 13                       | عبد المؤمن بن عبد الله خان                          | عبد المومن بن عبد اللہ خان                        | 1598                     | أقل من سنة               |
| 14                       | بير محمد خان بن سليمان خان بن جاني بيغ              | پیر محمد خان بن سلیمان خان بن جانی بیگ            | 1598 - 1599              | سنة واحدة                |